# Zulu (film 1964)
Zulu (org. Zulu) – brytyjski film wojenny z 1964 roku w reż. Cy Endfielda. Film przedstawia autentyczne wydarzenia – jedną z bitew wojny brytyjsko-zuluskiej, a wiele z postaci w nim ukazanych jest autentycznych.

## Fabuła
Rok 1879 w Afryce Południowej, wojna brytyjsko-zuluska. Po zwycięskiej bitwie pod Isandlwana 4 tys. Zulusów atakuje brytyjską misję Rorke’s Drift bronioną przez nieduży oddział brytyjskich żołnierzy. Podczas heroicznych walk, ujawniających różne postawy obrońców, ginie wielu z nich, jednak atak Zulusów, dzięki bohaterstwu Brytyjczyków zostaje odparty, a sami napastnicy ponoszą duże straty.

## Obsada aktorska
- Stanley Baker – por. John Chard
- Michael Caine – por. Bromhead
- Jack Hawkins – wielebny Otto Witt, szwedzki pastor
- Ulla Jacobsson – Margareta Witt, córka pastora
- Mangosuthu Buthelezi – król Cetshwayo
- James Booth – szer. Hook
- Nigel Green – sierż. Bourne
- Ivor Emmanuel – szer. Owen
- Paul Daneman – sierż. Maxfield
- Glynn Edwards – kpr. Allen
- Neil McCarthy – szer. Thomas
- David Kernan – szer. Hitch
- Gary Bond – szer. Cole
- Peter Gill – szer. Williams
- Patrick Magee – dr Reynolds
- Richard Davies – szer. Jones (Wiliam)
- Denys Graham – szer. Jones (Robert)
- Dickie Owen – kpr. Schiess
- Gert Van den Bergh – por. Adendorff
- Dennis Folbigge – komisarz Dalton
- Larry Taylor – Hughes
- Richard Burton – narrator